# 朱序
朱序（？—393年），字次倫，义阳郡平氏县（今河南省桐柏县西北）人，東晉重要將領，參加過多場戰事並屢建功勳，雖然曾被俘並仕於前秦，但在淝水之戰時卻協助東晉戰勝前秦，及後亦繼續在前線為東晉抵抗北方外族政權的侵襲。

## 生平

### 世為名將
朱序家族世代為將，累遷至鷹揚將軍、江夏相。興寧三年（365年），梁州刺史司馬勳叛亂，於成都（今四川成都）圍困益州刺史周楚。大司馬桓溫於是表朱序為征討都護，入援成都以救周楚。次年，朱序在成都擊敗並生擒司馬勳，平定叛亂。戰後朱序因功拜征虜將軍，封襄平子。
寧康二年（374年），長城縣人錢步射和錢弘聚眾百多人作亂，藏匿於原鄉山，朱序於是遷中軍將軍桓沖司馬、吳興太守，領兵討平錢弘。次年轉遷輔國將軍、兗州刺史。
太元元年（376年），前秦攻伐前涼，桓沖與荊州刺史桓豁合作派軍侵擾前秦與東晉邊界，以減輕前涼所受的壓力，當時朱序就受桓沖所命，與桓石秀等遊軍於沔漢一帶。不久前涼覆亡，諸軍皆罷。然而因為形勢改變，桓豁於是表朱序為南中郎將、梁州刺史、監沔中軍事，鎮襄陽（今湖北襄陽市），並於太元二年（377年）三月正式拜官上任。同年桓豁去世，桓沖接手荊州，並親近朱序，打算與其一同守衞國土，對抗強盛的前秦。

### 襄陽被擒
然而，前秦於太元三年（378年）就派苻丕、苟萇、慕容暐等進攻襄陽，及後石越、苟池、毛當等人都與苻丕會合共攻襄陽。當時朱序以前秦軍沒有戰船，不以為備，但石越卻率五千騎兵浮渡漢水，令得朱序退保中城，更讓石越奪取外城百多艘船隻。當時苻丕並未急於攻城，慕容垂亦到襄陽會合，朱序遂堅守襄陽。
但至年末，前秦內部卻對苻丕拖長戰事而耗費大量軍資十分不滿，苻堅於是下令苻丕急攻。當時駐上明（今湖北松滋縣西北）的桓沖擁兵但畏懼秦軍而不敢救援，所派的劉波亦不敢前進，然而朱序仍屢次出戰抗擊秦軍，並屢敗對手，苻丕被逼退兵至稍遠處。但由於襄陽軍民已守了大約一年，已經十分疲累，面對秦軍後撤就已經鬆懈，不作防備。同時督護李伯護更暗通前秦作內應，苻丕於是再率兵攻城，終於攻陷襄陽並俘擄朱序。朱序被送至前秦都城長安（今陝西西安）後，苻堅以朱序守節，以他為度支尚書。

### 淝水之戰
太元八年（383年），苻堅率大軍南侵，打算消滅東晉以統一全國。前鋒苻融攻下壽陽（今安徽壽縣）後，報告苻堅晉兵兵少易擒，建議快點一舉消滅，以免逃散。苻堅於是留大軍於項縣（今河南省沈丘縣），率先領八千輕騎到壽陽。苻堅又命朱序去勸說謝石早日投降，但朱序與謝石見面時卻私下向謝石表示前秦大軍未全部集合，應趁此時機擊潰前鋒部隊，奪其士氣，從而擊敗前秦。謝石在謝琰勸說下接受朱序建議，在謝玄所派劉牢之擊潰梁成的精兵後水陸並進，令苻堅見其軍容。苻堅見軍容齊整，心生畏懼，甚至以為草木皆兵。後謝玄向苻堅請求秦軍稍退，讓晉軍渡水決戰，苻堅接受並打算在晉兵半渡時進擊，但朱序卻在秦兵後退時在軍後大叫：「秦兵敗矣！」前秦軍於是潰退，晉軍乘機進擊，大破前秦。東晉因而在淝水之戰大獲全勝，而朱序亦因而得以回到東晉，拜龍驤將軍、琅琊內史。次年東晉收復洛陽（今河南洛陽），朱序轉監揚州豫州五郡軍事、豫州刺史，屯洛陽。

### 守戍北土
太元十一年（386年），丁零翟遼叛晉，朱序遣將軍秦膺、童斌及淮泗諸郡討伐翟遼，不久又在譙國（今安徽亳州）擊退進侵的翟遼。次年改監青兗二州諸軍事，并領二州刺史，鎮彭城（今江蘇徐州市），朱序認為彭城遠離建康，支援不接，自請改鎮淮陰（今江蘇淮陰）。及後翟遼又命其子翟釗進攻陳郡、潁川等地，朱序又派秦膺擊退，遂拜征虜將軍。後朱序上請自江州運十萬斛米及五千匹布作軍資，獲得批准。太元十三年（388年）遷都督司、雍、梁、秦四州諸軍事、雍州刺史、戍洛陽。當時晉孝武帝更派楊佺期及趙睦各領一千兵歸朱序統率。後朱序又求取得前荊州刺史桓石生的百頃府田和八萬斛穀，亦獲批准。
太元十五年（390年），西燕帝慕容永攻洛陽，朱序自河陰（今河南孟津縣東）北渡黃河，先於泌水敗其將王次，後與參軍趙睦及江夏相桓不才追擊慕容永，在太行大敗對方。然而當朱序追擊至白水時，翟遼又打算進攻洛陽，朱序被逼退還並擊退翟遼。及後就留兵戍守洛陽，自還襄陽。
後朱序屢次以老病請求解職，但都不獲准許。太元十七年（392年）十月，朱序再度上表，朝廷下詔不受，朱序於是自行離職。數十日後向廷尉自首，但朝廷下詔原諒，雍州刺史亦為郗恢所代。太元十八年（393年）朱序去世，贈左將軍、散騎常侍。

## 家庭

### 父母
- 朱燾，朱序父，歷任西蠻校尉、益州刺史。
- 韓氏，朱序母，朱序守襄陽時曾因城牆西北角不夠堅固而與婦女築補助城（夫人城）協助晉兵防守。

### 子
- 朱略，朱序回鎮襄陽時留朱略守洛陽。
- 朱諶，益州刺史

### 孫
- 朱脩之

## 延伸阅读
[在维基数据编辑]
 《晉書·卷081》，出自房玄齡《晉書》